# Centro de artes de Salamanca
El centro de artes de Salamanca fue establecido en 1976, y es un importante centro de artes en Hobart, Tasmania, Australia. Es una combinación de teatros, y galerías de arte y la administración está ubicada detrás de la fachada histórica de almacenes georgianos en Salamanca Place.
Los edificios son propiedad del Gobierno de Tasmania con diez lugares de artes visuales y escénicas. Los lugares incluyen: el Teatro Peacock, la Gran Galería y la Galería Sidespace.
El centro de artes es miembro del Concejo de Australia, para los artistas contemporáneos y las pequeñas empresas, teniendo artes de vanguardia al público en general. Es apoyado por el Gobierno de Tasmania y el Consejo de Hobart.